# یوسی کوهن
یوسی کوهن (عبری: יוסי מאיר כהן‎؛ زادهٔ ۱۰ سپتامبر ۱۹۶۱) سیاست‌مدار اهل اسرائیل است. او در سال ۲۰۱۳ به سمت ریاست مشاوران نخست‌وزیری در شورای امنیت ملی اسرائیل برگزیده شد. او از سال ۲۰۱۶ تا ۲۰۲۱ ریاست کل موساد را بر عهده داشت.

## زندگی‌نامه
کوهن در خانواده‌ای مذهبی در اورشلیم به دنیا آمد و در منطقه قطمون (ناحیه شمالی در مرکز شهر اورشلیم) رشد کرد. پدرش کارمند بانک و مادرش معلم بودند.
وی بیش از سی سال سابقه عضویت در موساد را دارد و در طی این سال‌ها به تناوب مدیریت عملیات در کشورهای مختلف را بر عهده‌داشته‌است.
یوسی کوهن مدیری سختگیر بوده و در طی سال‌های متمادی خدمتش بارها موفق به کسب جوایز و مدال‌های شایستگی در خدمت شده‌است. او به زبان‌های انگلیسی، فرانسه و عربی تسلط کامل داشته و دوندهٔ ماراتن است.